# Det canadiske monarki
Det canadiske monarki (engelsk: Monarchy of Canada; fransk: Monarchie canadienne) er en statsform, hvor rollen som Canadas statsoverhovede indehaves af en monark, der i det daglige er repræsenteret ved en generalguvernør for hele landet og guvernører for de enkelte delstater, og hvor stillingen som statsoverhovede går i arv inden for den kongelige familie.
Den nuværende monark er kong Charles 3., der har været konge af Canada siden 8. september 2022.

## Generalguvernøren
Det er generalguvernøren, der er den canadiske monarks repræsentant i Canada.
Generalguvernøren udnævnes af monarken, og han eller hun udøver sin magt efter råd fra premierministeren.